# Bureau voor Normalisatie
Het NBN is de Belgische organisatie die verantwoordelijk is voor het ontwikkelen, publiceren, promoten en beheren van normen in België. Het speelt een centrale rol in het normalisatieproces en vertegenwoordigt België op internationaal niveau bij CEN en ISO. NBN ondersteunt organisaties bij het toepassen van normen en biedt opleidingen en tools aan om normgericht te werken.

## Normen
Normen zijn vrijwillig toe te passen documenten die richtlijnen, specificaties of eisen bevatten voor producten, diensten, processen of systemen. Ze worden ontwikkeld op basis van consensus en weerspiegelen de expertise van diverse belanghebbenden, zoals bedrijven, overheden, academici en maatschappelijke organisaties.
Normontwikkeling is een gestructureerd proces dat gemiddeld ongeveer drie jaar duurt voordat een norm tot stand komt. Dit proces is open, transparant en gericht op consensus, en vindt plaats in normcommissies waarin deskundigen uit verschillende sectoren samenwerken.
Belgische experten kunnen via NBN en de sectorale operatoren deelnemen aan nationale “mirror committees” die de Belgische inbreng in Europese en internationale commissies coördineren.

### Sectorale operatoren
NBN werkt samen met erkende sectorale operatoren die normontwikkelingsactiviteiten organiseren binnen specifieke sectoren. Zij brengen experten en stakeholders samen en begeleiden de technische commissies die verantwoordelijk zijn voor het opstellen van normen. NBN bewaakt daarbij de methodologie en de naleving van nationale en internationale regels.

## Geschiedenis
NBN (Nederlands: Bureau voor Normalisatie, Frans: Bureau de Normalisation) volgde in 2003 het Belgisch Instituut voor Normalisatie (BIN) op. 
Terwijl vroeger vaak alleen werd uitgegaan van louter industriële belangen, wordt nu op verzoek van de wetgever ook milieu- en consumentenbescherming mee in overweging genomen.
Voor normen op elektrotechnisch gebied draagt het NBN zijn bevoegdheid over naar het Belgisch Elektrotechnisch Comité (BEC).
In de catalogus van het NBN kan men tienduizenden Belgische, internationale en buitenlandse normen raadplegen en aanschaffen.